# Император Нинтоку
Импера́тор Нинто́ку (яп. 仁徳天皇 нинтоку тэнно:) — 16-й император Японии, правивший с 14 февраля 313 по 7 февраля 399 года. Личные имена — Осадзаки (Охосадзаги), Сэйтэй («Священный император»), Нанива.

## Жизнеописание
Основные сведения о жизни императора Нинтоку можно почерпнуть в изложении Нихон сёки. Согласно этой книге, Нинтоку правил с 14 февраля 313 года по 7 февраля 399 года. Некоторые учёные сомневаются в реальном существовании императора Нинтоку. Однако он упомянут в китайских источниках как японский правитель Цзань (кит. 讚) (ср. с прижизненным именем Нинтоку — О-садзаки[значимость факта?]). Был четвёртым сыном императора Одзина (прижизненное имя Хомуда, др.-яп. Помута) и отцом императоров Ритю, Хандзэя и Ингё.
В конце своего правления отец Нинтоку — престарелый государь Хомуда (посмертное почётное имя — Одзин) отошёл от дел управления страной и разделил власть между тремя сыновьями — принцем Удзи-но ваки-ирацуко, принцем О-садзаки и принцем О-яма-мори. После смерти государя Хомуда к власти пришёл принц Удзи-но ваки-ирацуко, ставший непризнанным государем Удзи. В конце концов, борьба за власть, начавшаяся между тремя принцами, привела к тому, что на престол Ямато вступил государь О-садзаки (посмертное почётное имя — Нинтоку).
Первая жена государя Нинтоку — принцесса Ива (磐之媛命), известная также как императрица Иванохимэ (磐姫皇后) происходившая из рода императора Когэна, была поэтессой, чьи стихи включены в антологию «Манъёсю».
Под руководством Нинтоку были спроектированы и построены защитные валы Намба но Хориэ, предохранявшие равнину Кавати от наводнений, а также вала Ёконо близ Осаки. Возведение этих валов контролировалось Императорским двором.
Гробница императора Нинтоку в Сакаи близ Осаки представляет собой крупнейший кофун в Японии.